# イマラチオ
もしかして
- イラマチオ

ではありませんか？